# Ofeliya Sanani
Ofeliya Sanani (née le 26 mai 1941 à Bakou) est présentatrice TV, actrice et artiste du peuple de la république d'Azerbaïdjan.

## Biographie
Ofeliya Sanani est née le 26 mai 1941 à Bakou. Elle est diplômée de l'Université d'État de Bakou. Elle a travaillé à la radio en 1959-1975. Depuis 1975, Sanani a travaillé à la télévision. Elle est pensionnée personnelle du président de la république d'Azerbaïdjan.

## Filmographie
- La belle-mère
- L'aventure du violoniste
- Bataille dans les montagnes
- Trouvez cette fille
- Je veux sept fils
- Allez les filles
- Le joueur de cornemuse
- Coeur... Coeur...
- La structure du moment, etc.